# Fontinalis duriaei
Fontinalis duriaei là một loài Rêu trong họ Fontinalaceae. Loài này được Schimp. mô tả khoa học đầu tiên năm 1876.